# تلمبة منصوري يك (نغار بردسير)
تلمبة منصوري يك (بالإنجليزية: Tolombeh-ye Mansuri-ye Yek)‏ هي مستوطنة تقع في إيران في كرمان.